# Division II i fotboll 1930/1931
Division II i fotboll 1930/1931, som var upplagan av Division II i fotboll säsongen 1930/1931, bestod av två serier, en innehållande elva lag (norra) och en innehållande tio lag (södra). Gruppvinnarna i varje serie gick upp till Allsvenskan.

## Serier

### Norra
| Nr | Lag                | S  | V  | O | F  | GM | IM | MS  | P  |
| -- | ------------------ | -- | -- | - | -- | -- | -- | --- | -- |
| 1  | Hallstahammars SK  | 20 | 12 | 3 | 5  | 38 | 23 | +15 | 27 |
| 2  | IK Brage (U)       | 20 | 12 | 3 | 5  | 52 | 34 | +18 | 27 |
| 3  | Hammarby IF        | 20 | 11 | 2 | 7  | 47 | 41 | +6  | 24 |
| 4  | Gefle IF           | 20 | 9  | 5 | 6  | 50 | 24 | +26 | 23 |
| 5  | IFK Norrköping (N) | 20 | 9  | 4 | 7  | 46 | 29 | +17 | 22 |
| 6  | Sandvikens AIK     | 20 | 9  | 4 | 7  | 58 | 47 | +11 | 22 |
| 7  | Surahammars IF     | 20 | 7  | 4 | 9  | 55 | 51 | +4  | 18 |
| 8  | IFK Västerås       | 20 | 6  | 6 | 8  | 34 | 42 | −8  | 18 |
| 9  | Westermalms IF     | 20 | 6  | 4 | 10 | 38 | 50 | −12 | 16 |
| 10 | IK City            | 20 | 7  | 2 | 11 | 41 | 64 | −23 | 16 |
| 11 | Mariehofs IF (U)   | 20 | 2  | 3 | 15 | 28 | 82 | −54 | 7  |

Hallstahammars SK flyttades upp till Allsvenskan och IK City och Mariehofs IF flyttades ner till division III. Från Allsvenskan kom Sandvikens IF och från division III kom IFK Kumla och Skärgårdens IF.
Anledningen till att Hallstahammars SK kom före IK Brage var att målkvot tillämpades istället för målskillnad på den här tiden. Hallstahammar hade en målkvot på 1,65 mot Brages 1,53.

### Södra
| Nr | Lag              | S  | V  | O | F  | GM | IM | MS  | P  |
| -- | ---------------- | -- | -- | - | -- | -- | -- | --- | -- |
| 1  | Malmö FF         | 18 | 11 | 3 | 4  | 50 | 22 | +28 | 25 |
| 2  | BK Drott (U)     | 18 | 10 | 4 | 4  | 41 | 24 | +17 | 24 |
| 3  | Fässbergs IF     | 18 | 10 | 3 | 5  | 36 | 25 | +11 | 23 |
| 4  | IFK Kristianstad | 18 | 9  | 4 | 5  | 36 | 29 | +7  | 22 |
| 5  | Halmstads BK     | 18 | 10 | 2 | 6  | 31 | 23 | +8  | 22 |
| 6  | IS Halmia        | 18 | 7  | 4 | 7  | 28 | 24 | +4  | 18 |
| 7  | BK Derby         | 18 | 6  | 3 | 9  | 26 | 35 | −9  | 15 |
| 8  | Stattena IF (N)  | 18 | 4  | 6 | 8  | 30 | 38 | −8  | 14 |
| 9  | Kalmar AIK (U)   | 18 | 5  | 1 | 12 | 24 | 43 | −19 | 11 |
| 10 | Kalmar FF        | 18 | 3  | 0 | 15 | 15 | 51 | −36 | 6  |

Malmö FF flyttades upp till Allsvenskan och Kalmar AIK och Kalmar FF flyttades ner till division III. De ersattes av Höganäs BK och Mjölby AIF från division III. Egentligen skulle även Redbergslids IK flyttats ner från Allsvenskan men på grund av brott mot amatörreglerna flyttades de ner till lägsta serien, vilket medförde att den södra serien säsongen därpå endast hade nio lag.